# Gremmeniella abietina

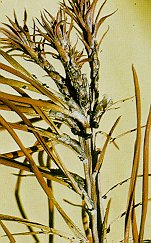

Gremmeniella abietina là một loài Ascomycetes trong họ Helotiaceae. Loài này được miêu tả khoa học đầu tiên năm.
Đây là loài gây hại của các cây trong chi Abies, phát triển phổ biến ở Nga.